# Třída Hateruma
Třída Hateruma je třída oceánských hlídkových lodí japonské pobřežní stráže, postavená jako vylepšení hlídkové lodě třídy Aso. Skládá se z celkem devíti jednotek postavených v letech 2007–2010.

## Stavba

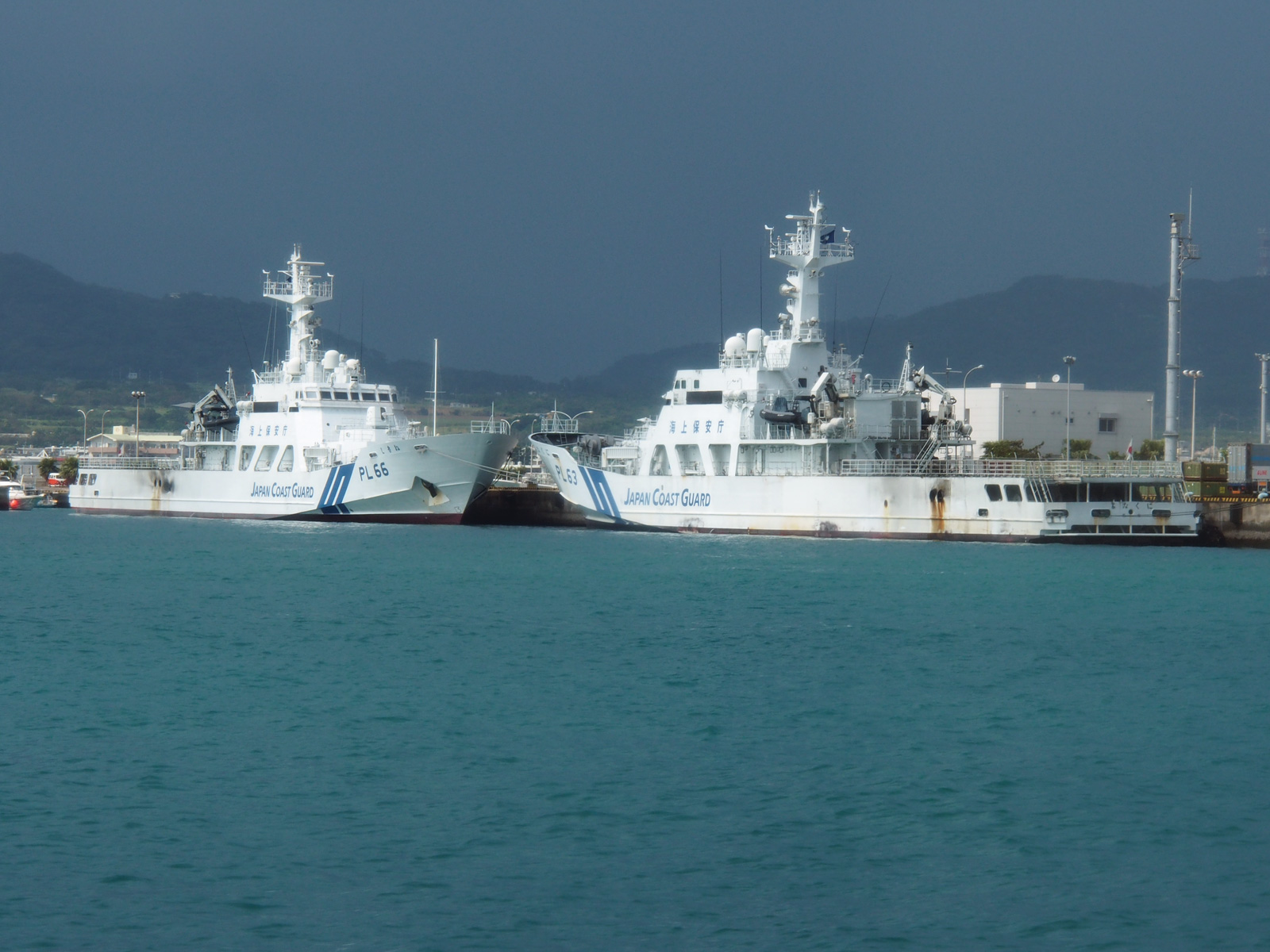
Třída Hateruma

Na stavbě se podílely loděnice Mitsui Engineering & Shipbuilding v Tamano (PL-61~65, 67 a 68) a Mitsubishi Heavy Industries v Šimonoseki (PL-66 a 69).
Jednotky třídy Hateruma:
| Jméno            | Založení kýlu      | Spuštěna        | Vstup do služby | Status                                   |
| ---------------- | ------------------ | --------------- | --------------- | ---------------------------------------- |
| Daisecu (PL-61)  | 7. února 2007      | 10. srpna 2007  | 31. března 2008 | aktivní, původní název Hateruma          |
| Išigaki (PL-62)  | 20. listopadu 2007 | 19. června 2008 | 2. února 2009   | aktivní, původní název Hakata            |
| Kunigami (PL-63) | 20. listopadu 2007 | 19. června 2008 | 2. února 2009   | aktivní, původní název Jonakuni          |
| Kurikoma (PL-64) | 1. března 2008     | 30. září 2008   | 3. března 2009  | aktivní, původní název Motobu a Šimokita |
| Širetoko (PL-65) | 1. března 2008     | 30. září 2008   | 12. března 2009 | aktivní, původní název Kunigami          |
| Šikine (PL-66)   | 15. července 2008  | 16. dubna 2009  | 7. října 2009   | aktivní                                  |
| Amagi (PL-67)    | 7. listopadu 2008  | 25. září 2009   | 11. března 2010 | aktivní                                  |
| Suzuka (PL-68)   | 13. února 2009     | 25. září 2009   | 11. března 2010 | aktivní                                  |
| Košiki (PL-69)   | 13. února 2009     | 30. září 2009   | 9. března 2010  | aktivní                                  |

## Konstrukce

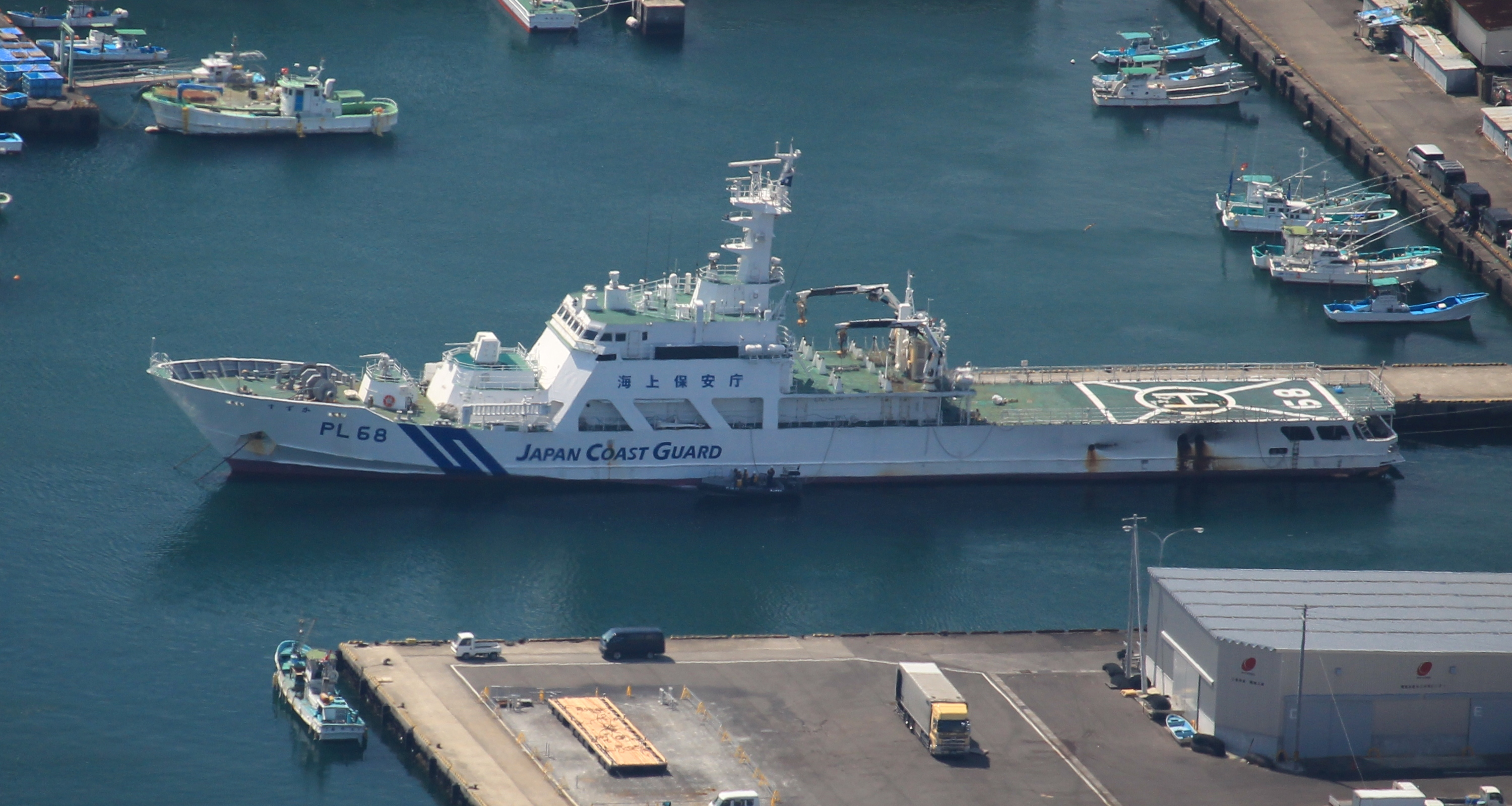
Suzuka (PL-68)

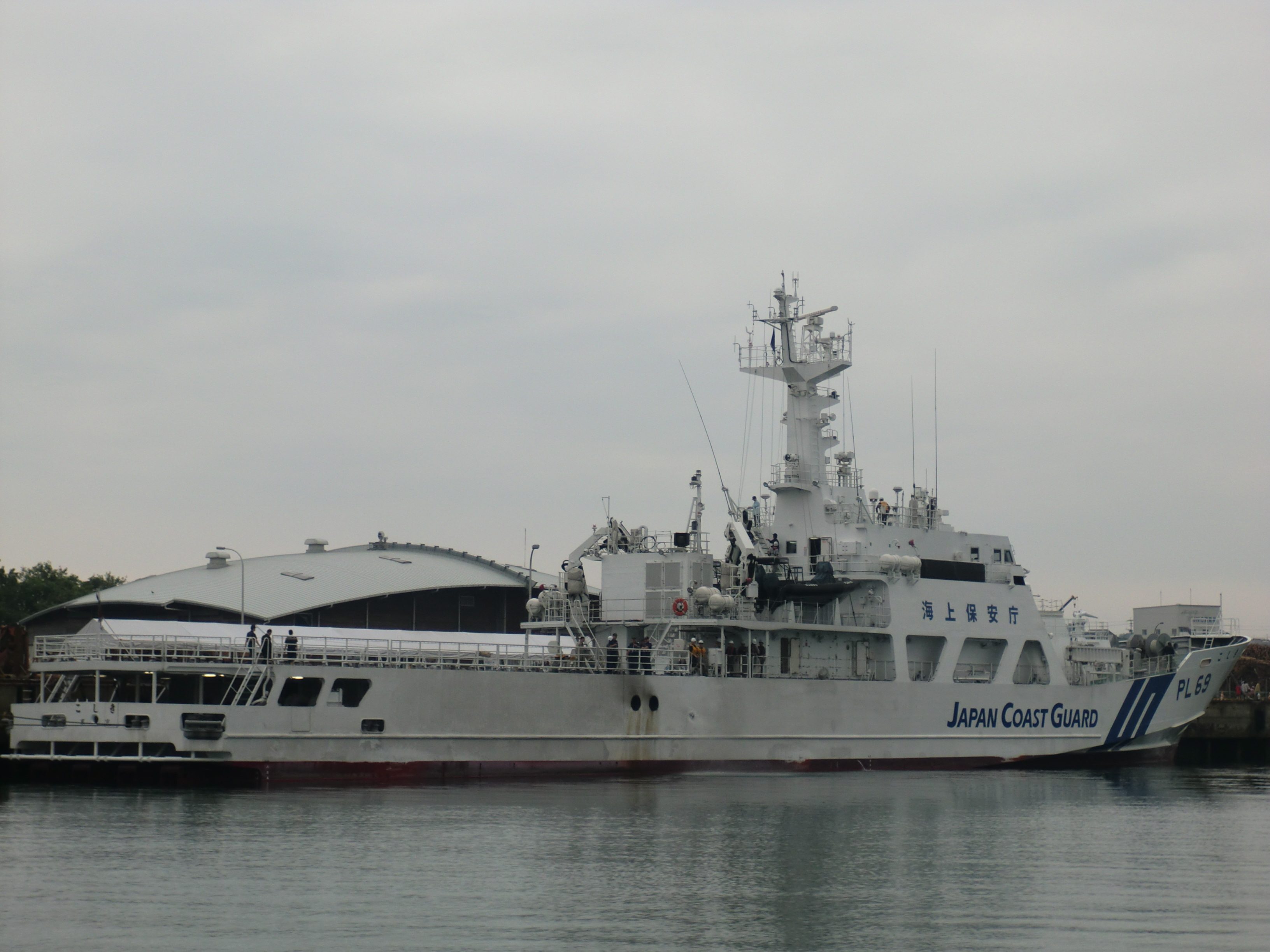
Košiki (PL-69)

Výzbroj tvoří jeden 30mm kanón Mk.44 Bushmaster II na plošině před můstkem. Dále nesou jedno vodní dělo. Plavidla vybavena rychlými čluny RHIB a záchranářskými čluny z sklolaminátu. Na zádi se nachází přistávací plocha pro jeden vrtulníky EC 225. Pohonný systém tvoří čtyři diesely Niigata 16V20FX, každý o výkonu 5000 hp, pohánějící čtyři vodní trysky. Manévrovací schopnosti zlepšují jeden příďový dokormidlovací zařízení. Nejvyšší rychlost dosahuje 30 uzlů.